# Ĳ
Ĳ (en minúscula ĳ; pronunciado /ɛi̯/ⓘ) es un dígrafo formado por las letras i y j. Ocurre en el idioma neerlandés (también conocido como holandés), a veces se considera una ligadura y otras veces, se le considera como si fuese una sola letra. En la mayoría de fuentes tipográficas que tienen un carácter para ij, las dos partes que lo componen no están conectadas, sino que son dos glifos.
En el neerlandés escrito usualmente representa el diptongo [ɛi̯]. En el neerlandés estándar y en la mayoría de los dialectos neerlandeses, hay dos posibles maneras de escribir el diptongo [ɛi̯]: ij y ei. Esto causa confusión a los niños en etapa escolar, quienes necesitan aprender qué palabras se escriben ei y cuáles con ij. Para distinguir entre ambos dígrafos, ij se conoce como lange ij ("ij largo"), y a su vez, ei se conoce como korte ei ("ei corto") o simplemente E - I.  En ciertos dialectos neerlandeses (especialmente el flamenco occidental y el zelandés) y los dialectos del bajo sajón neerlandés del bajo alemán, se mantiene una diferencia en la pronunciación de ei y de ij.

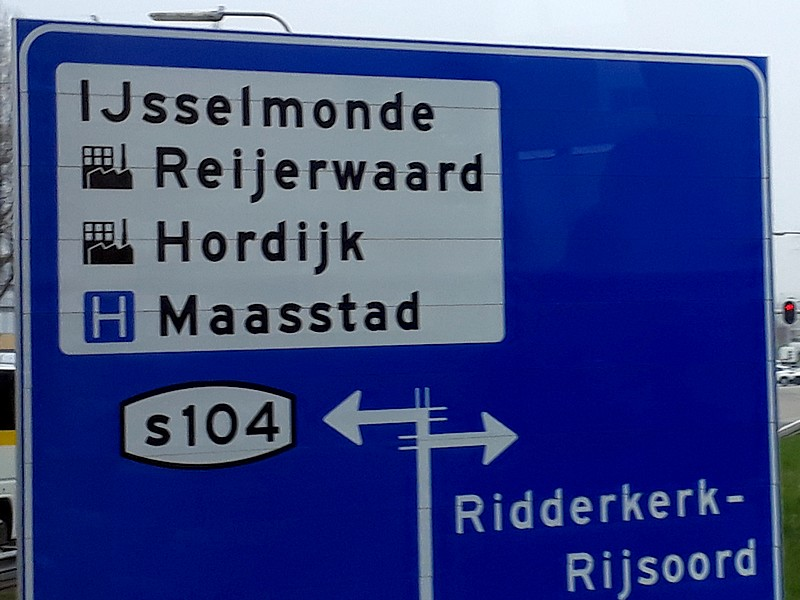
Señal de tráfico en Rotterdam con el dígrafo IJ en mayúsculas en nombre IJsselmonde.

 La ligatura de I y J sigue siendo objeto de debate: la Nederlandse Taalunie, una especie de comisión para responder a las preguntas sobre la lengua neerlandesa, considera que "Ĳ" son dos letras independientes, pero a principio de palabra se escribe como dos mayúsculas. En el alfabeto, la palabra 'ijs' se ordena entre 'iglo' e 'ik'. Sin embargo, en los listines la 'ĳ' es igual a la "y" griega, y en los crucigramas "i" y "j" se escriben juntas como si fuera una sola letra.

Las palagras ijsvrij y yoghurt en varias formas. Dependiendo de la letra o de la tipografía usada, IJ y Y pueden parecer casi idénticas, o ij parecerse a la letra ÿ.

A veces también se coloca en el alfabeto en lugar de la Y, aunque es una letra distinta. Cuando se pregunta a un neerlandés acerca de su alfabeto, es probable que diga 'Ĳ' cuando debiese decir 'Y'. En matemáticas, la 'Y' se pronuncia 'Ĳ'. La Y sólo aparece en neerlandés en préstamos o en la ortografía antigua. La Y también se llama a menudo Griekse ĳ (ĳ griega) o I-grec (del francés). En afrikáans, una lengua derivada del neerlandés, la Y ha sustituido completamente a la Ĳ.